# Foix (hrad)
Hrad Foix je hrad situovaný na kopci nad městem Foix, hlavním městem departmentu Ariège. Dnes je v hradním interiéru stálá expozice místního muzea.

## Historie hradu
Počátek stavby hradu je v roce 987 a býval majetkem hraběte Rogera z Carcassonne a jeho potomků. Od roku 1034 byl hrad v držení hrabat z Foix, což předurčilo další osudy města i hradu.
Hrabata z Foix byla příbuzensky svázána s hrabaty z Carcassonne, Trencavely a další okcitánskou šlechtou a stejně jako jejich příbuzní a sousedé podporovala katarské hnutí. Jako jedna z katarských bašt byl hrad Foix v letech 1211–1212 čtyřikrát obléhán křižáky pod vedením obzvláště zaníceného Simona z Montfortu, nebyl však dobyt.
Roger Bernard II. z Foix (synovec slavné Esclarmondy z Foix) se krom svého válečnického umění využitého na podporu katarů zapsal do dějin hrabství také svým sňatkem s Ermesindou z Castellbó, jedinou dcerou Arnaua z Castellbó. Tím došlo k sjednocení hrabství Foix a Andorry. Dalším slavným majitelem hradu byl Gaston Fébus a posledním Jindřich III. Navarrský.